# 河田正也
河田 正也（かわた まさや、1952年4月20日 - ）は、日本の実業家。日清紡ホールディングス代表取締役社長を経て、同社代表取締役会長。日本学生卓球連盟会長。元日本紡績協会副会長。日本卓球協会会長。

## 人物・経歴
山口県下関市出身。下関市立東部中学校、山口県立下関西高等学校を経て、1975年一橋大学経済学部を卒業し、日清紡株式会社に入社。大学では石弘光ゼミと卓球部に所属。部の1年後輩に川嶋文信（元三井物産副社長）が、3年後輩に山添茂（丸紅副会長）がいた。伊藤邦雄一橋大名誉教授はクラスの同級生。
日清紡では大阪、東京での営業や、富山工場労務担当を経て、長く人事部門を歩み、コンティネンタル・テーベス出向、人事部長兼労政部長、執行役員人事本部長兼経理本部副本部長、取締役兼執行役員事業支援センター副センター長、初代日清紡ブレーキ代表取締役社長兼務、日清紡ホールディングス経営戦略センター副センター長兼新規事業開発本部長兼日清紡ケミカル代表取締役社長、日清紡ホールディングス取締役専務執行役員兼日清紡メカトロニクス代表取締役社長、日本無線監査役などを歴任。
2013年6月日清紡ホールディングス代表取締役社長に就任。海運不況で、船舶用通信機器事業の収益が低下する中、2011年に買収したブレーキ摩擦材事業に注力し、海外進出も進めた。2017年には、相談役制度廃止を決定。同社最後の相談役となった鵜澤静相談役とともにNHKに出演し、外国人投資家を中心に不透明であるとの意見があり相談役を廃止したと説明した。2019年代表取締役会長。
2021年日本学生卓球連盟会長、明治ホールディングス取締役、セントラル硝子取締役。根津美術館評議員、日本卓球協会評議員、旭陵同窓会東京支部長、中小企業研究センター顧問等も歴任した。
2020年6月、日本卓球協会の新会長に就任することが決まった。